# 李甲 (萬曆進士)
李甲（？—？），字伯始，號韋菴，陝西鳳翔府寶鷄縣人，民籍，明朝政治人物。

## 生平
嘉靖四十年（1561年）辛酉科陝西鄉試第十七名，萬曆十一年（1583年）癸未科會試第三百六名，登三甲第二百二十一名進士。大理寺觀政，十二年任四川開縣知縣，十七年升户部主事，管牛房草场，十九年二月因火灾被罚俸一月。十九年升署郎中，大同管粮，二十三年正月升補山西冀北道参议，二十五年致仕。

## 家族
曾祖李棠，曾任壽官；祖父李克恭，曾任壽官；父李一陽，曾任倉大使，封知縣。前母韓氏；母高氏。慈侍下。